# Arráncame la vida (novela)
Arráncame la vida, novela de la escritora mexicana Ángeles Mastretta, fue escrita en la Ciudad de México, donde se publicó en 1985. En la trama, la joven Catalina Guzmán relata su construcción como mujer modernista y la percepción de su vida diaria después de la Revolución mexicana, en relación con su esposo Andrés Ascencio (que es entre 16 y 18 años mayor que ella), quien forma parte del mundo político. El tema del feminismo, nunca explícito en la novela, es factor central de su éxito.[cita requerida] Su autora forma parte de la lucha de equidad entre mujeres y hombres, lideró la fundación de Mujeres Anti machistas en la Ciudad de México.[cita requerida]

## Argumento
La historia tiene lugar en Puebla, donde vive Catalina Guzmán, una joven menor de quince años, de posición económica media, inocente e ingenua del mundo que la rodea, a quien se le presenta el General Andrés Ascencio frente a los simbólicos portales de Puebla. Andrés es un hombre de más  de treinta años, al que ya le preceden varios matrimonios y que tiene como objetivo llegar a la presidencia algún día. 
Ella se enamora de este hombre y acepta casarse con él, teniendo el pensamiento de querer vivir muchas cosas, efectivamente Catalina durante el transcurso de la historia tiene transformaciones en su vida, permeadas por la vida política y social de su marido, quien la violenta de diferentes formas; sin embargo, de manera consiente, ella se mantiene sumisa por la idea falsa del amor y la cultura machista que la rodea, en donde la mujer es aun vista como objeto decorativo sin voz ni voto, sin embargo Catalina en varias ocasiones demuestra una actitud de resistencia ante este pensamiento machista y logra tener pedazos de la libertad que le fue arrebatada al casarse tan joven. 
Sometida a los mandatos de su marido y ocupándose de actividades ligadas al hogar y la política; Catalina vive momentos cruciales para su formación y construcción como sujeto, desempeñando distintos roles: esposa, madre, cómplice y finalmente viuda. Toda la historia es narrada desde la perspectiva de Catalina.

## Contexto histórico
La novela se desarrolla alrededor de 1949. Presenta el mundo político mexicano mientras se desarrolla la institucionalización que siguió a la Revolución mexicana, y muestra a los personajes encargados de la consolidación del Estado mexicano. El círculo político se ha cerrado, y los nuevos caciques han reemplazado a los viejos. La polarización entre políticos masones y potentados de la Iglesia se ha convertido en una nueva alianza tácita en contra del pueblo, y se utilizan los ritos de la tradición únicamente como símbolos de estatus social y de poder, vaciándolos del contenido orgánico que tienen para el pueblo. En la novela, las mujeres y el pueblo no tienen ni voz ni voto en el asunto político. Por eso, Catalina hubiera preferido un matrimonio tradicional; aunque esté casada con alguien que tome decisiones que den rumbo al país, su opinión y pensamientos no se toman en cuenta.[cita requerida]
La Constitución de 1857 y las Leyes de Reforma, de 1860, proclamaban como inadmisible la participación femenina fuera de la "zona sagrada", es decir, la recámara, la cocina, el cuidado de la casa y el confesionario. Esto, más la idealización de la mujer como pura, inocente y fiel a la vida doméstica, forman parte del comportamiento y actividades ideales para una dama. El hogar funciona como el centro simbólico estable; si la mujer se dedica completamente a éste, en lo contrario, provoca desequilibrio, enojo y escándalo social. Así, los cambios sociales que lograron remover a las mujeres de su hogar, aunque fueran muy rentables, generalmente perturbaban el rol socialmente marcado. En la novela se remarca el antagonismo entre el mundo femenino y el masculino. Los hombres están de pie, toman whisky y hablan de temas políticos mientras fuman. En cambio, las mujeres están sentadas, alejadas de los hombres, hablando sobre embarazos, chismes, moda o sirvientas.[cita requerida]
La relación hombre-mujer, según la novela, es semejante a la relación hombre-ganado: mientras más cabezas tenga, más respetado es. Así, una mujer que queda embarazada es como si se tratara de una inseminación exitosa. La emoción del padre por tener un hijo varón es como la emoción del ganadero cuando nace un ternero macho. Los hombres son como toros: son los sementales. La mujer, en cambio, no se entera de nada. No le enseñan ni le explican nada.
Fue durante la primera mitad del siglo XX cuando ocurren acontecimientos de la primera ola del feminismo. Durante esta época, las mujeres empezaron a ganar los derechos civiles y las libertades personales. Pero no fue sino hasta 1947 cuando las mujeres mexicanas ganaron el derecho de votar (véase voto de la mujer). Además, empezaron a tener la oportunidad a expresar públicamente su voz o sus ideas y sus pensamientos.
La acción de la novela pone al descubierto las difíciles condiciones de vida de la mujer en el mundo caciquil del México posrevolucionario, Se enfoca en diferentes periodos históricos, como los acontecimientos de la Revolución mexicana (1910 a 1917), y la lucha entre hombres para ganar el poder político después de la Revolución, en los años veinte y treinta. La Revolución impone ideologías de los personajes de la novela. Es la forma de justificar sus acciones, mentalidades y personalidades de algunos de los personajes a lo largo de ésta.[cita requerida]
La historia comienza cuando Catalina se encuentra con Andrés Ascencio en el año 1929. Sus diferencias de ideales, que se remarcan durante toda la trama, son gracias al desarrollo del contexto que les ha tocado vivir. Catalina nació en 1915 y Andrés en 1896: mientras que ella estaba en su casa jugando dócil e inocente, él participó en la Revolución mexicana en los años veinte, que le ayudó a construir sus ideales e influyó más tarde en los de Catalina, porque la consideraba ignorante de todo lo que él conocía.[cita requerida]
Mientras tanto, en 1930, en el contexto mundial, fue la época de la "Gran Depresión", y la parálisis económica afectó  profundamente al país.[cita requerida]
En México, el presidente era Pascual Ortiz Rubio, quien duraría únicamente dos años en el poder, a causa de una disputa con Plutarco Elías Calles, quien no había cedido el poder detrás de la presidencia y contaba con el apoyo del Ejército. Además, era el jefe indiscutible del Partido Nacional Republicano, organizado por él mismo después de la muerte de Obregón. En Puebla y sus alrededores, el anticlericalismo callista, que la burguesía, los antiguos hacendados y gran parte del pueblo veían como una afrenta más a su clase, los primeros, y a sus tradiciones el segundo, es brevemente mencionado por la protagonista, quien nos dice haber continuado sus estudios un poco más allá de la primaria, gracias a una beca que le fuera otorgada por unas monjas salesianas que enseñaban en un colegio clandestino, así lo narra Catalina: Total, termine la escuela con una mediana caligrafía, algunos conocimientos de gramática, poquísimos de aritmética, ninguno de historia y varios manteles de punto de cruz.
La preocupación de Mastretta es mostrar la historia no oficial de México, lo político visto desde el ámbito doméstico. Sin embargo, en lo que ambas coinciden es en buscar una escritura más allá de los géneros, en apartarse de los parámetros tradicionales impuestos por la mirada masculina del mundo y explorar otras posibilidades de contar, de contarse, de encontrar belleza y verdad en el lenguaje escrito.

## Sistema de personajes
Arráncame la vida es una novela de evolución, de crecimiento. Su personaje central, Catalina Guzmán, está inmersa en una concatenación de hechos que la llevan u obligan a despertar subjetivamente, y esto se hace evidente en muchas de las enunciaciones que la protagonista realiza a lo largo de la historia. Alrededor de Catalina, están personajes centrales que influyen altamente en las transformaciones y en su construcción como mujer, se explicarán uno a uno a continuación, en el orden que aparecen dentro de la historia: 
- Catalina Guzmán: mujer ingenua en un principio, pero curiosa; esta cualidad la lleva a un despertar en el que toma caracteres como la audacia, la sensatez, perspicacia,  astucia, entre otros. Para descubrir a su esposo y revelar su realidad y así acabar con la idea falsa del amor y encontrar la manera de ser feliz de alguna manera en medio de su entorno machista. A continuación se citan algunos fragmentos en el texto que aluden a su manera de ser:

"Y de veras me atrapó un sapo. Tenía quince años y muchas ganas de que me pasaran cosas. Por eso acepté cuando Andrés me propuso que fuera con él unos días a Tecolutla."
"Entonces me propuse aprender. Por lo pronto me dediqué a estar flojita, tanto que a veces parecía lela. Andrés hablaba y hablaba mientras caminábamos por la playa; yo columpiaba los brazos, abría la boca como si se me cayera la mandíbula, metía y sacaba la barriga, apretaba y aflojaba las nalgas"
- Marcos Guzmán: es el padre de Catalina y tiene gran influencia en la manera en la que ella concibe el mundo y las relaciones con los hombres. Don Marcos tiene complacencias y consentimientos con su hija, que para la época no corresponden con la educación que debía recibir una señorita, la de ser ama de casa. Tienen un lazo de amistad muy fuerte y es el confidente y alcahuete de su hija.

"Después me sentaba a oírlos y a dar opiniones con toda la contundencia que me facilitaban la cercanía de mi padre y mi absoluta ignorancia… 
Entonces mi papá hacía bromas sobre mis ojeras y yo me ponía a darle besos…" 
"Me gustaba besar a mi papá y sentir que tenía ocho años, un agujero en el calcetín, zapatos rojos y un moño en cada trenza los domingos. Me gustaba pensar que era domingo y que aún era posible subirse en el burro que ese día no cargaba leche, caminar hasta el campo sembrado de alfalfa para quedar bien escondida y desde ahí gritar: «A que no me encuentras, papá.» Oír sus pasos cerca y su voz: «¿Dónde estará esta niña? ¿Dónde estará esta niña?», hasta fingir que se tropezaba conmigo, aquí está la niña, y tirarse cerca de mí, abrazarme las piernas y reírse." 
- General Andrés Ascencio: es militar, político, esposo y el mayor agresor de Catalina, es la idealización del amor y de hombre que ella conoció siendo aún una niña;  sin embargo, es el encargado de su despertar. En la novela, se le describe como un hombre muy varonil de cabello negro y mirada profunda, y su apariencia es tan determinante que Catalina asegura su temor e intimidación cuando lo conoce, sin embargo le gusta por la curiosidad que despierta en ella. El maltrato por parte de Andrés hacia Catalina jamás es físico, pero sí psicológico, por la cultura en la que este crece; es el prototipo tradicional de macho mexicano, criado solo por su madre, quien le resalta un sinnúmero de cualidades y forma el carácter del típico hombre machista, con la concepción de que las mujeres no sirven para nada. Es precisamente esta concepción la que impulsa a Catalina a mostrarle sus alcances y lo inteligente que puede ser.

"Dijo su nombre y se sentó a conversar entre nosotros. Me gustó. Tenía las manos grandes y unos labios que apretados daban miedo y, riéndose, confianza. Como si tuviera dos bocas. El pelo después de un rato de hablar se le alborotaba y le caía sobre la frente con la misma insistencia con que él lo empujaba hacia atrás en un hábito de toda la vida. No era lo que se dice un hombre guapo. Tenía los ojos demasiado chicos y la nariz demasiado grande, pero yo nunca había visto unos ojos tan vivos y no conocía a nadie con su expresión de certidumbre." 
"Andrés les contaba historias en las que siempre resultaba triunfante. No hubo batalla que él no ganara, ni muerto que no matara por haber traicionado a la Revolución o al Jefe Máximo o a quien se ofreciera." 
"Nos empezaron a llegar rumores: Andrés Ascencio tenía muchas mujeres, una en Zacatlán y otra en Cholula, una en el barrio de La Luz y otras en México. Engañaba a las jovencitas, era un criminal, estaba loco, nos íbamos a arrepentir." 
- La gitana: este personaje solo interviene en la obra dos veces, pero es fundamental para el despertar de Catalina, puesto que le enseña uno de los placeres que, para ella, es de los más grandes e indispensables durante la novela; le enseña cómo funciona su cuerpo y lo que puede lograr y sentir a través de él.

"Una tarde fui a ver a la gitana que vivía por el barrio de La Luz y tenía fama de experta en amores. —Aquí tenemos una cosita —dijo metiéndose la mano entre las piernas. Con ésa se siente. Se llama el timbre y ha de tener otros nombres. Cuando estés con alguien, piensa que en ese lugar queda el centro de tu cuerpo, que de ahí vienen todas las cosas buenas, piensa que con eso piensas, oyes y miras; olvídate de que tienes cabeza y brazos, ponte toda ahí. Vas a ver si no sientes." 
- Pablo: es el primer amante de Catalina, con quien aprende a desprenderse de su marido y la manera de ser infiel y es con quien demuestra la necesidad que sentía por el placer sexual.

- Carlos Vives: es el amor de la vida de Catalina, un personaje totalmente opuesto a su marido, Carlos Vives es artista, director de la sinfónica, se dedica a una de las cosas que más disfruta Catalina, la música, está a favor de los revolucionarios, es decir, en contra del partido conservador del general Ascencio y, fuera de esto, es un personaje que le dice la verdad en la cara a Catalina y la juzga como cómplice de su marido, a pesar de que a ella le molesta, le genera atracción. Fuera de esto, Carlos es amoroso con Catalina, detallista y divertido, le ofrece cosas que hasta el momento ella no había tenido la oportunidad de conocer con Andrés.

"Porque de todo lo que tuve y quise lo único que hubiera querido era a Carlos Vives a media tarde. 
Me volví infiel mucho antes de tocar a Carlos Vives. No tenía lugar para nada que no fuera él. Nunca quise así a Andrés, nunca pasé las horas tratando de recordar el exacto tamaño de sus manos ni deseando con todo el cuerpo siquiera verlo aparecer. Me daba vergüenza estar así por un hombre, ser tan infeliz y volverme dichosa sin que dependiera para nada de mí."

## Críticas a la obra
Dentro de la crítica que se ha hecho a la obra, destacan muchos artículos periodísticos, de los cuales se hará alusión aquí a tres: 
El primero de ellos es de Alicia Llarena: "Arráncame la vida, de Ángeles Mastretta: el universo desde la intimidad", que afirma que la escritura de Mastretta se ubica en el posmodernismo, por datos históricos y por la temática feminista que maneja, que hoy por hoy, es común en las actuales narrativas. A esto añade que, desde la trama de su novela y de otros textos publicados por la autora, se hace evidente que la mayoría de sus narradoras cuestionan y denuncian las ideologías patriarcales. Partiendo de este dato común en sus textos, se da paso al análisis de la novela Arráncame la vida, en la que se manifiesta la emancipación del patriarcado desde la curiosidad de su protagonista por cada aspecto y circunstancia que atraviesa; sin embargo, en el artículo se cataloga el feminismo de Catalina como posmoderno, ya que, a pesar de que la protagonista busca ser libre, siempre está en un constante debate entre la autoridad y la inocencia, este tipo de contradicciones hacen que se construya su subjetividad y que emancipe sus emociones.
El segundo artículo es de Kristen Miura Woiwode: "El uso del Bildungsroman en Arráncame la vida: La desmitificación del estereotipo femenino en la literatura mexicana". El artículo trabaja la categorización de las novelas de Mastretta como novelas de aprendizaje, rompiendo con el paradigma feminista del Bildungsroman; para esta ruptura, la autora de este documento hace en primera instancia una presentación de la novela y de su autora, y además expone de manera general los argumentos que le hacen considerar la novela como una novela de aprendizaje. Comienza por decir que la novela es de una mujer y la protagonista es mujer: por lo general, los escritores eran hombres, y eran las mujeres quienes se acomodaban a su modo de escritura. Mastretta es mujer y su personaje principal es una mujer, y esto causa que haya una descripción más minuciosa desde la interioridad de una mujer verdadera. En el artículo, se mencionan testimonios o declaraciones que ha dado Mastretta acerca de su novela; por ejemplo, la que afirma Erna Pfeiffer al decir que Ángeles Mastretta confirma el uso del Bildungsroman y lo diferencia del masculino a través de nueve tópicos: 
- La autorrealización
- Papeles sexuales
- Educación haciendo importancia en leer
- Conflictos anímicos
- Crisis religiosas
- La carrera
- Actitud hacia el matrimonio
- Dilemas de existencia
- Elementos autobiográficos

Mastretta rompe con el estereotipo de la virgen de Guadalupe y de la Malinche, dando otros rasgos a sus protagonistas. Como conclusiones de este documento, figuran dos relevantes: la primera alude a que Mastretta usa el Bildungsroman para romper con el estereotipo de la típica mujer mexicana, y la segunda, que el personaje de Catalina se puede ver como una metáfora del país y del ser colectivo, ya que refleja la sumisión de los mexicanos ante los ideales políticos.[cita requerida]
En tercer y último lugar, figura el artículo de Saïd Sabia, "Arráncame la vida, de Ángeles Mastretta: La historia desde la trastienda", en el que se hace alusión a la originalidad en la visión y la expresión de la mujer mexicana, quien por años ha permanecido en silencio y sumisión para reaccionar en la trastienda, como lo hace la autora.[cita requerida]
Esta novela se ha situado en la crítica feminista por dos razones: la primera es por su autora, una líder feminista de México, y la segunda, por la protagonista, una mujer cotidiana de México. La novela se hace valiosa en la medida en que su autora arroja una visión de la realidad mexicana desde una perspectiva propiamente femenina y recopila datos históricos que muestran la verdadera situación durante la Revolución mexicana.[cita requerida]

## Crítica a la crítica
Respecto a la crítica que se ha hecho a la obra y a la afirmación que se hizo en la introducción sobre movimientos como el feminismo y el machismo; se puede considerar que en la novela de Mastretta, más que una posición machista o feminista determinada, se percibe una tensión. Dentro de la obra, se puede hablar de "femichismo", definido de la siguiente manera por Mireya Cruz y María Jesús Ortiz: 
"El machismo es un fenómeno cultural, un sistema jerárquico discriminatorio a favor de un género en particular, sustentado en la mentalidad tanto de hombres como de mujeres, el cual recurre muchas veces a la violencia de género y familiar para mantener su hegemonía. Este sistema está basado en múltiples complejos e ideas poco coherentes. Algunos movimientos feministas, en vez de promover un sistema más equitativo mediante la educación libre, parecen contentarse, simplemente, con cambiar el género dominante de esta precaria jerarquía social".[cita requerida]
"Son los y las que llamaría femichistas, quienes desde un machismo soterrado, camuflado, mantienen que la igualdad es una meta prácticamente conseguida (a pesar de la terquedad de los datos y las investigaciones que demuestran lo contrario) y que las feministas son unas fanáticas que solo pretenden invertir la situación de privilegios, pasando a dominar y discriminar a los hombres."[cita requerida]
Se recurre a este término, puesto que el carácter de la protagonista en la obra corresponde al de una mujer oportunista, que nunca toma una posición concreta frente a su vida. Siempre se debate entre sus caprichos y su rol como esposa obediente; porque sencillamente es consciente de que al lado de su esposo puede mantener una vida de lujos y comodidad a la que está acostumbrada y de que, si persigue su ideal de libertad, perderá todos los privilegios que ha conseguido. La protagonista aprende a mantenerse sumisa a su conveniencia y se las arregla para satisfacer sus necesidades básicas a escondidas de una sociedad machista.[cita requerida]

## Citas
1. ↑  Mastretta, Ángeles (2004). Arráncame la vida. BOOKET. ISBN 9707490063.
2. ↑  Lemaitre, Monique (enero-marzo de 1996). «La historia oficial frente al discurso de la "ficción" femenina en Arráncame la vida de Ángeles Mastretta». Revista Iberoamericana, Vol. LXII, Núm. 174, 185-197.
3. ↑  Santa Arciniegas, Gabriela (julio-diciembre de 2012). «Clarice Lispector y Ángeles Mastretta. Dos versiones de la escritura andrógina en Latinoamérica». Poliantea, pp. 225-262. volumen VIII, número 15.
4. ↑  Janhsen, Sara. El desarrollo de Catalina en la novela Arráncame la vida. Archivado desde el original el 31 de octubre de 2016. Consultado el 30 de octubre de 2016.
5. ↑  Holz, Karl. «El macho vencido. La sátira social de la novela Arráncame la vida, de Ángeles Mastretta». Anuario de Letras. Lingüística y Filología vol. 32 (1994).
6. ↑  LEMATRE, MONIQUE (Enero-marzo de 1996). «LA HISTORIA OFICIAL FRENTE AL DISCURSO DE LA "FICCION" FEMENINA EN ARRANCAME LA VIDA DE ANGELES MASTRETTA». REVISTA IBEROAMERICANA. Vol. LXII, Num. 174,185-197.
7. ↑  Mastretta, Ángeles (1994). Arráncame la vida.
8. ↑  Santa Arciniegas, Gabriela (julio-diciembre de 2012). «Clarice Lispector y Ángeles Mastretta. Dos versiones de la escritura andrógina en Latinoamérica». POLIANTEA, pp. 225-262. Volumen VIII, número 15.
9. ↑  Club de Lecturas. «clubdelecturasr.com/literatura/arrancame_la_vida_angeles_mastretta.pdf». Alfaguara. Consultado el 13 de junio de 2016.
10. ↑  Club de lecturas. «http://clubdelecturasr.com/literatura/arrancame_la_vida_angeles_mastretta.pdf». Alfaguara. Consultado el 13 de junio de 2016.